# 圣心天主教大学

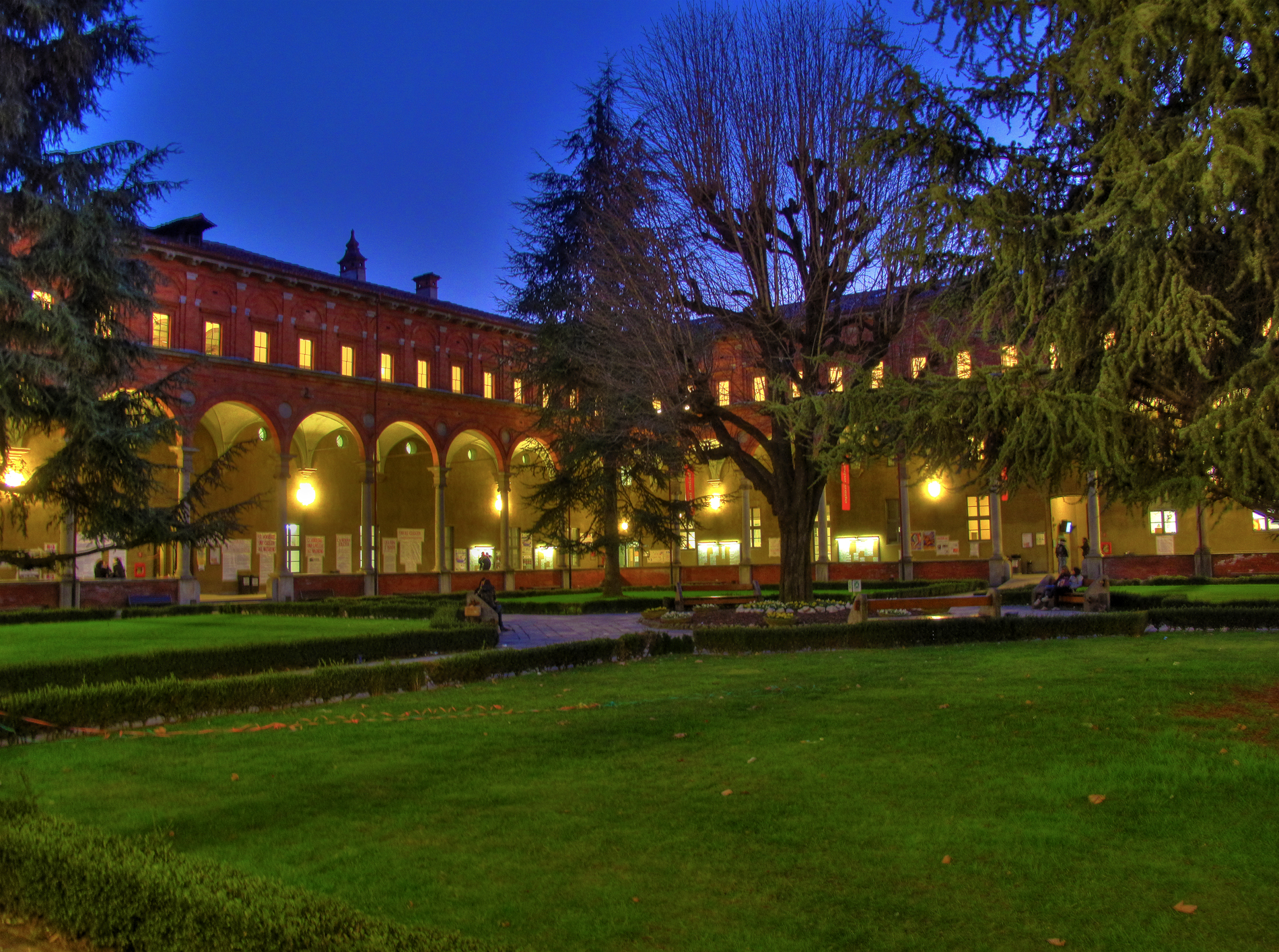
圣心天主教大学米兰校区
Università Cattolica del Sacro Cuore

圣心天主教大学 (義大利語：Università Cattolica del Sacro Cuore, UCSC, UNICATT) 是一所意大利私立研究型大学，创建于1921年。其主校区设在米兰，在布雷西亚、皮亚琴察、克雷莫纳、罗马设有校区。

## 历史
1921年创建，大学分为14个部门，是欧洲最大的私立大学。

## 知名校友
- 羅馬諾·普羅迪（義大利語：Romano Prodi），意大利前总理，曾經擔任欧盟委员会主席。
- 阿明托雷·范范尼，（義大利語：Amintore Fanfani）意大利前总理。